# Młodzieżowe Indywidualne Mistrzostwa Polski na Żużlu 1985
Młodzieżowe Indywidualne Mistrzostwa Polski na Żużlu 1985 – zawody żużlowe, mające na celu wyłonienie medalistów młodzieżowych indywidualnych mistrzostw Polski w sezonie 1985. Rozegrano dwa turnieje półfinałowe oraz finał, w którym zwyciężył Zbigniew Błażejczak.

## Finał
- Lublin, 24 sierpnia 1985
- Sędzia: Irena Nadolna

| Msc. | Zawodnik                | Klub           | Pkt |             |  |
| ---- | ----------------------- | -------------- | --- | ----------- |  |
| 1    | Zbigniew Błażejczak     | Zielona Góra   | 14  | (3,3,2,3,3) |  |
| 2    | Janusz Łukasik          | Lublin         | 12  | (0,3,3,3,3) |  |
| 3    | Dariusz Baliński        | Leszno         | 11  | (3,3,2,1,2) |  |
| 4    | Piotr Mazurek           | Lublin         | 10  | (2,2,2,2,2) |  |
| 5    | rez. Cezary Owiżyc      | Gorzów Wlkp.   | 9   | (0,3,3,3)   |  |
| 6    | Piotr Glücklich         | Bydgoszcz      | 9   | (3,3,3,w,u) |  |
| 7    | Ryszard Dołomisiewicz   | Bydgoszcz      | 9   | (0,2,3,3,1) |  |
| 8    | Stefan Tietz            | Toruń          | 9   | (1,2,1,2,3) |  |
| 9    | Sławomir Drabik         | Częstochowa    | 7   | (3,w,2,d,2) |  |
| 10   | Marian Kwidzyński       | Gdańsk         | 7   | (2,2,1,1,1) |  |
| 11   | Zbigniew Krakowski      | Leszno         | 7   | (2,1,1,2,1) |  |
| 12   | Adam Pawliczek          | Rybnik         | 6   | (2,w,u,2,2) |  |
| 13   | Arkadiusz Zielonko      | Leszno         | 2   | (0,u,1,1,0) |  |
| 14   | Mirosław Daniszewski    | Gorzów Wlkp.   | 2   | (1,1,w,–,–) |  |
| 15   | Krzysztof Bas           | Świętochłowice | 1   | (0,1,0,–,–) |  |
| 16   | Ryszard Franczyszyn     | Gorzów Wlkp.   | 1   | (1,w,–,–,–) |  |
| 17   | Piotr Maćkiewicz        | Toruń          | 1   | (1,w,–,–,–) |  |
|      | rez. toru Leszek Listoś | Lublin         | 2   | (0,1,1)     |  |